# Horst von Waldthausen

Horst von Waldthausen (2. v. l.) um 1910 mit seinen Eltern und seiner Schwester Maria

Albert Karl Horst von Waldthausen (* 25. März 1907 in Mainz; † 27. August 1933 in Marseille) war ein deutsch-schweizerischer Automobilrennfahrer.

## Leben
Von Waldthausen stammte aus der angesehenen Essener Patrizier- und Industriellenfamilie Waldthausen. Er wurde am 25. März 1907 als zweites von drei Kindern und einziger Sohn von Martin Wilhelm von Waldthausen (1875–1928) und Klara Elise Theodore von Waldthausen geb. Korte (1871–1940) in Mainz geboren. Sein Großvater väterlicherseits war der Essener Bankier Albert von Waldthausen.

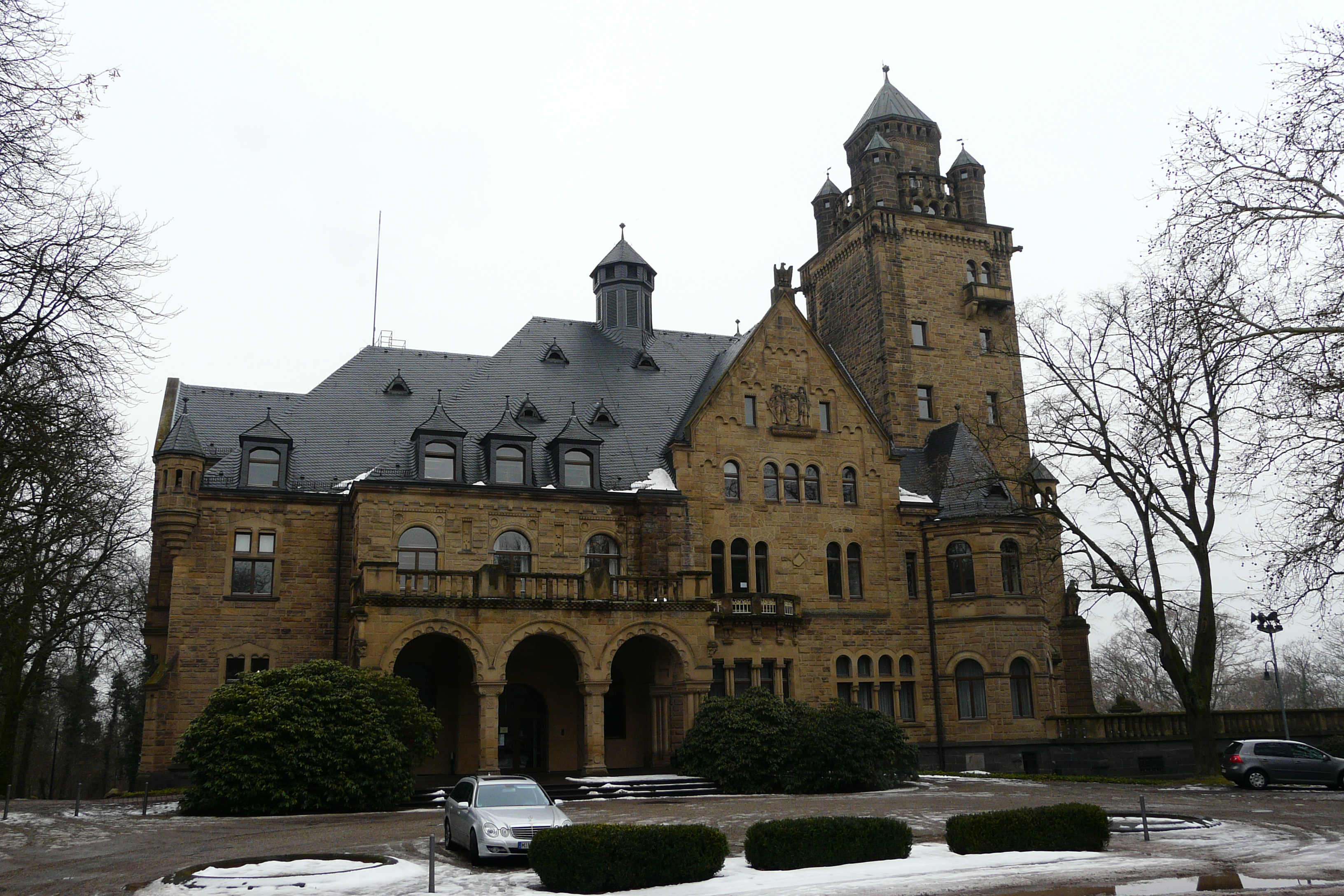
Schloss Waldthausen

Horst von Waldthausen verbrachte die frühe Kindheit in seiner Geburtsstadt Mainz und ab Januar 1910 auf Schloss Waldthausen im Lennebergwald zwischen Mainz und Budenheim. Sein Vater hatte die repräsentative Villa von 1908 bis 1910 als Wohnsitz für sich und seine Familie erbauen lassen. 
Die Kindheit von Waldthausens war vom Tod seiner beiden Schwestern überschattet: Die jüngere Schwester Elisabeth starb im März 1910 noch als Säugling im Alter von nur zehn Wochen, die ältere Schwester Maria im November 1911 mit nur fünf Jahren. Mit Beginn des Ersten Weltkriegs verließ die Familie 1914 Deutschland und lebte fortan in der Schweiz und in Liechtenstein. Die von Waldthausens und somit auch der Sohn erwarben die schweizerische Staatsbürgerschaft.
Über die weitere Kindheit und die Jugend von Waldthausens ist nur wenig bekannt. Zumindest war er durch seinen Vater sehr wohlhabend und bewohnte Anfang der 1930er Jahre in Nyon am Genfersee im französischsprachigen Schweizer Kanton Waadt ein größeres Anwesen. In dessen Park ließ er sogar eine private Rennstrecke anlegen, nachdem er sich dem Automobilsport zugewandt hatte. Im Wintersemester 1928/1929 wurde er Mitglied der Studentenverbindung Germania Lausanne. 
1932 gründete von Waldthausen mit seinem Schweizer Freund Julio Villars das Rennteam Villars-Waldthausen und nahm mit mäßigem Erfolg an verschiedenen Automobilrennen teil. Am 27. August 1933 hatte er beim Grand Prix de Marseille auf dem Autodrome de Miramas in Südfrankreich einen schweren Unfall. Ein Reifen seines Alfa Romeo 8C-2300 platzte bei voller Fahrt, das Auto überschlug sich mehrfach und der Fahrer wurde gegen eine Betonbegrenzung geschleudert. Horst von Waldthausen starb noch am Abend des gleichen Tages im Alter von 26 Jahren in einem Krankenhaus in Marseille an seinen schweren inneren Verletzungen.